# Raimundo Martí

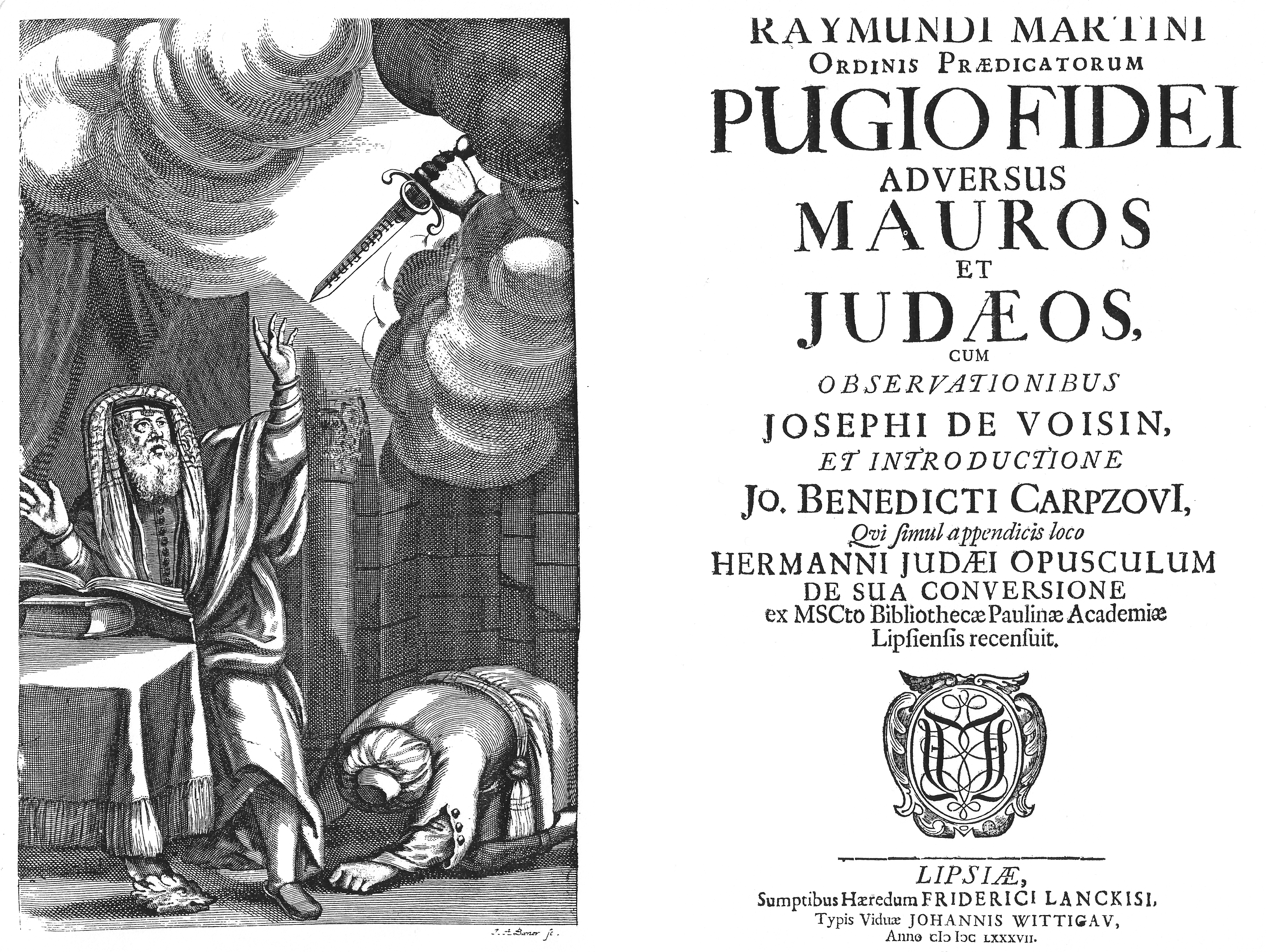
Litografía y portada del Pugio fidei (edición de Leipzig 1687)

Raimundo Martí (Subirats, ca. 1220 - después de 1284) fue un dominico, teólogo y orientalista español. Su nombre aparece citado de forma muy diversa: Ramón, Ramon, Raimondo, Raimundus, Raymundus, Raymundo o Raymond; y su apellido como Martí, Marti, Martín, Martin, Martini o Martinus.
Fue dedicado por su Orden al estudio de las lenguas orientales desde 1250.
Jaime I de Aragón le incluyó en la comisión encargada en 1264 de investigar los textos religiosos del judaísmo en el contexto de la denuncia hecha en Francia por el converso Nicolás Donin (debate de 1240); un precedente de la Disputa de Tortosa.
Realizó otras obras apologéticas del cristianismo en polémica contra el judaísmo y el islam, utilizando las propias escrituras sagradas y otros textos religiosos de ambas religiones. 
Hacia 1256 escribió Explanatio symboli apostolorum ad institutionem fidelium edita; antes de 1278 Summa contra Alcoranum y Capistrum Judaeorum, y después de esta fecha Pugio fidei Christianae, escrita en latín y hebreo.
Demuestra un gran dominio de la obra de Al-Ghazali, pues cita obras como la Vivificatio scientiarum, la Trutina operum y otras obras, contribuyendo así con los teólogos latinos en la distinción entre filósofos y teólogos musulmanes. Aunque se ha especulado con la posibilidad de que fuera usado como fuente por Santo Tomás de Aquino, no es probable que así fuera.